# Aimee Kelly
Aimee Kelly (ur. 8 lipca 1993 w Newcastle upon Tyne) – brytyjska aktorka, studiowała w Tring Park School of Performing Arts.

## Życiorys
W wieku 16 lat zagrała główną rolę w filmie Sket, który miał premierę w ramach 55. BFI London Film Festival. Za swój występ Aimee została nominowana do nagrody Best British Newcomer podczas LFF Awards.

## Filmografia

### Filmy
- 2011: Sket jako Kayla Richards

### Seriale
- 2012: Wolfblood jako Maddy Smith (26 odc.)
- 2012: Playhouse Presents jako Sammy
- 2014: Z pamiętnika położnej jako Norma (1 odc.)
- 2017: Doctors jako Carly O'Brien (1 odc.)
- 2017: Szpital Holby City jako Primrose Budd  (1 odc.)